# Tarabiscot

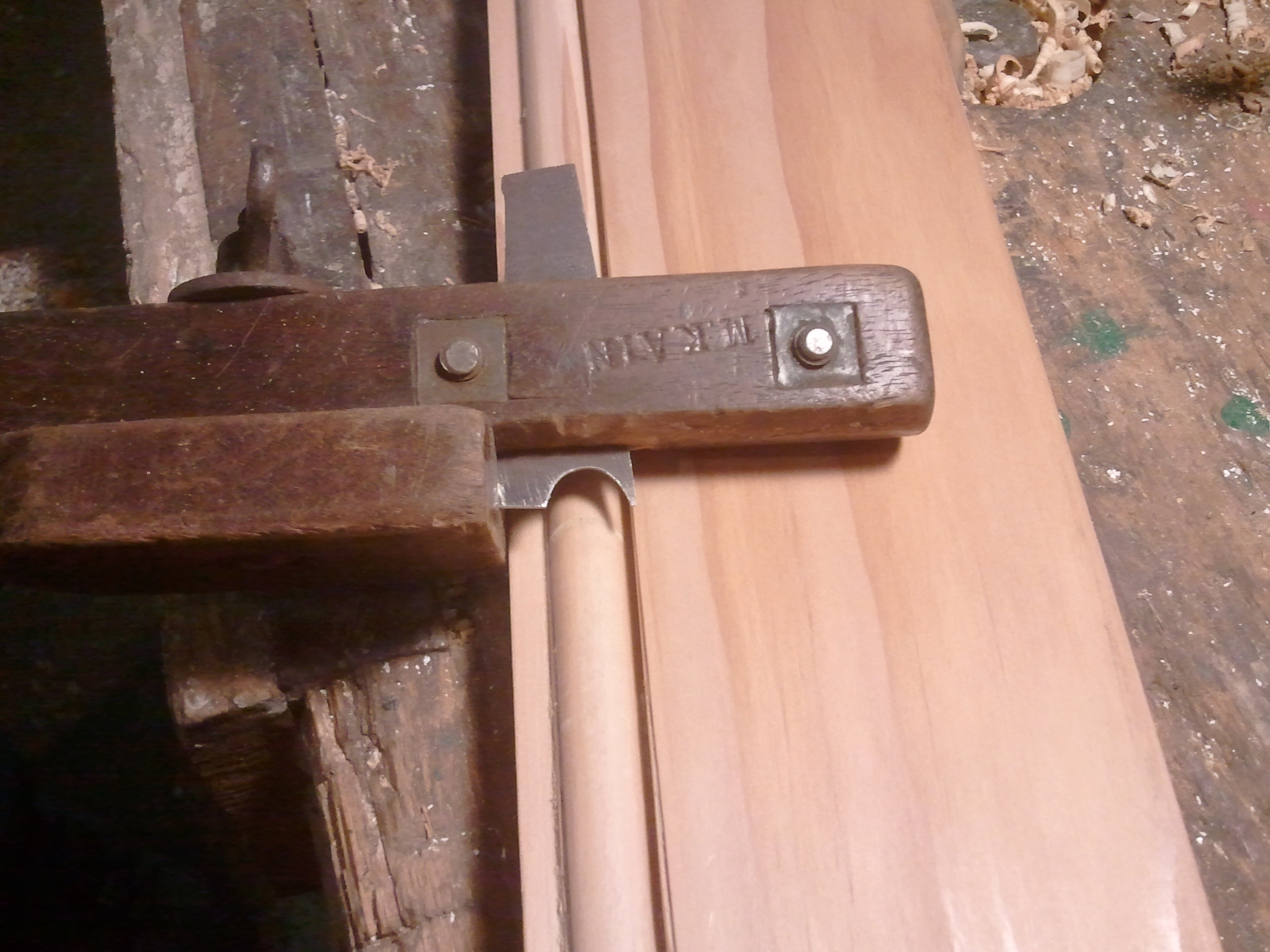
Un tarabiscot

Le tarabiscot est un outil simple utilisé par le menuisier et l'ébéniste. C'est une sorte d'intermédiaire entre le rabot et le racloir, qui permet de moulurer une pièce de bois selon un profil non linéaire.
Le tarabiscot est composé d'un manche à deux mains et d'un fer.